# Hypsiboas picturatus
Espèce
Synonymes
- Hyla picturata Boulenger, 1899

Statut de conservation UICN

 LC  : Préoccupation mineure
Hypsiboas picturatus est une espèce d'amphibiens de la famille des Hylidae.

## Répartition
Cette espèce se rencontre entre 50 et 500 m d'altitude dans les plaines entre l'océan Pacifique et la cordillère Occidentale de l'Ouest du département d'Antioquia en Colombie au Nord-Ouest de l'Équateur,.

## Publication originale
- (en) Boulenger, 1899 : Descriptions of new Batrachians in the Collection of the British Museum {Natural History). Annals and Magazine of Natural History, sér. 7, vol. 3, p. 275-277 (texte intégral).